# Вай (острова)
Вай (кхмер. កោះតាង), также Пули Вай или острова Вай — два острова-близнеца, расположенные в Сиамском заливе в 95 километрах от побережья Камбоджи. Остров относится к провинции Кампот.